# Cautethia
Cautethia Grote, 1865 è un genere di lepidotteri appartenente alla famiglia Sphingidae, diffuso in America settentrionale, centrale e meridionale.

## Descrizione
Si differenzia dal genere Himantoides per la presenza di antenne considerevolmente più corte, e per i tarsi, provvisti di normali scaglie (D'Abrera, 1986).

## Distribuzione e habitat
La distribuzione è prevalentemente neotropicale, comprendendo il sud degli Stati Uniti (Florida), il Messico, ed i Caraibi.
L'habitat preferenziale risulta essere la foresta tropicale o subtropicale. Le abitudini sono prevalentemente notturne.

## Tassonomia

### Specie
Il genere comprende 7 specie (D'Abrera, 1986; Haxaire & Schmit 2001):
- Cautethia carsusi Haxaire & Schmit, 2001
- Cautethia exuma McCabe, 1984
- Cautethia grotei H. Edwards, 1882
- Cautethia noctuiformis (Walker, 1856) - Specie tipo: Oenosanda noctuiformis Walker, 1856 - List Spec. Lepid. Insects Colln Br. Mus. 8: 232
- Cautethia simitia Schaus, 1932
- Cautethia spuria (Boisduval, 1875)
- Cautethia yucatana Clark, 1919

### Sinonimi
- Braesia Grote & Robinson, 1868 - Trans. Amer. ent. Soc.. 2 (eterotipo)
- Oenosanda Walker, 1856 - List Spec. Lepid. Insects Colln Br. Mus. 8: 231 (eterotipo)

## Alcune specie

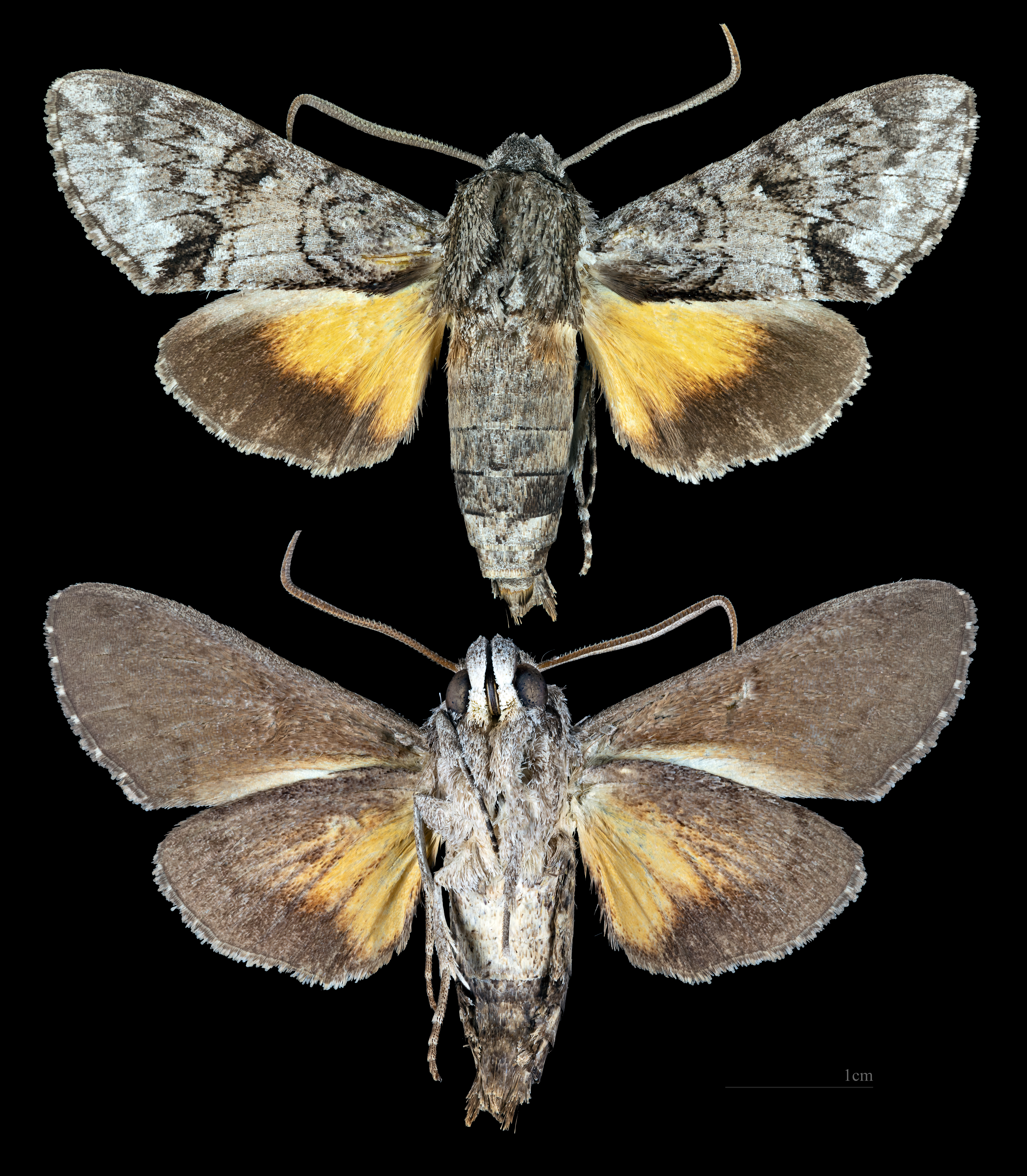
Cautethia grotei
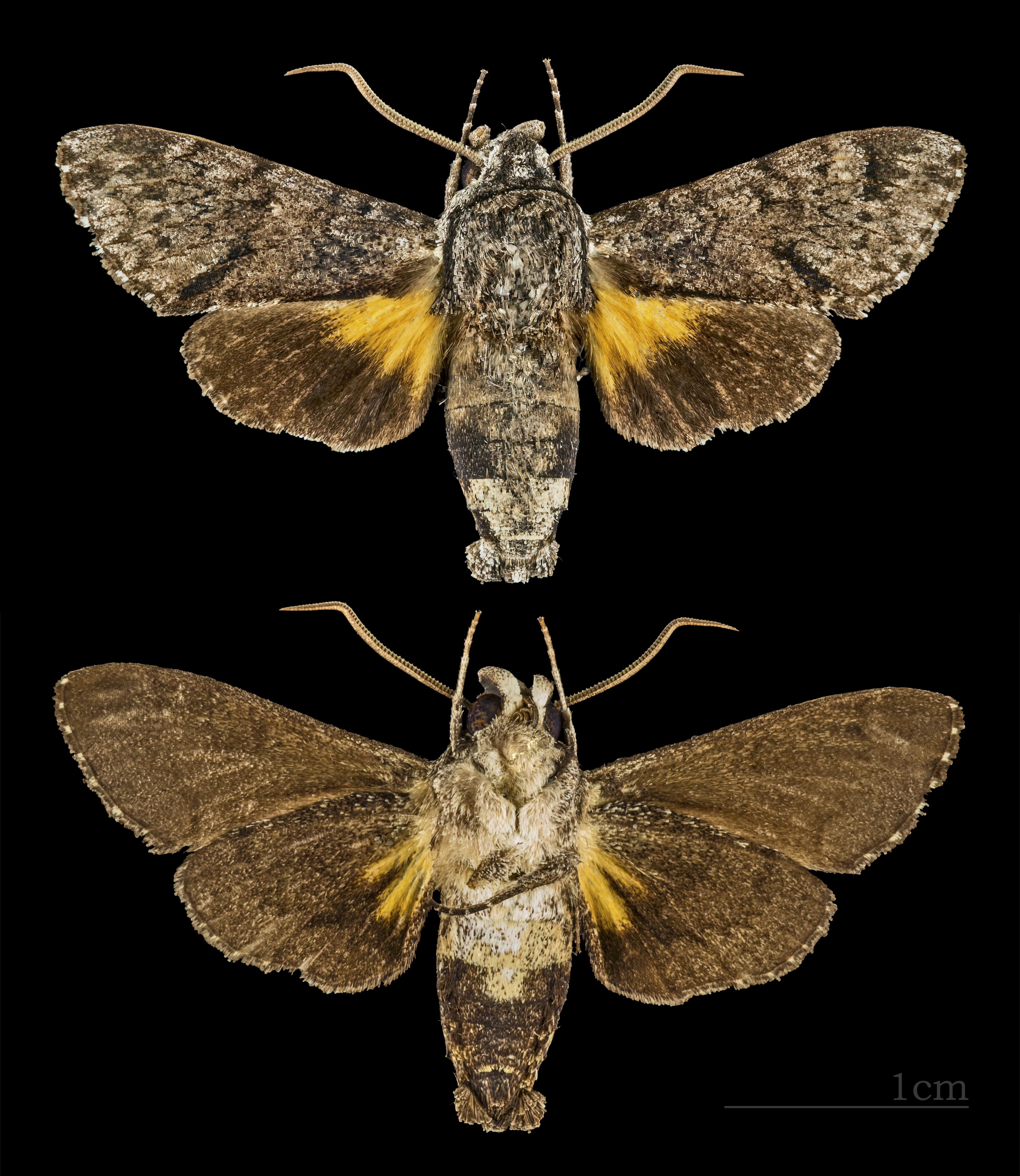
Cautethia spuria
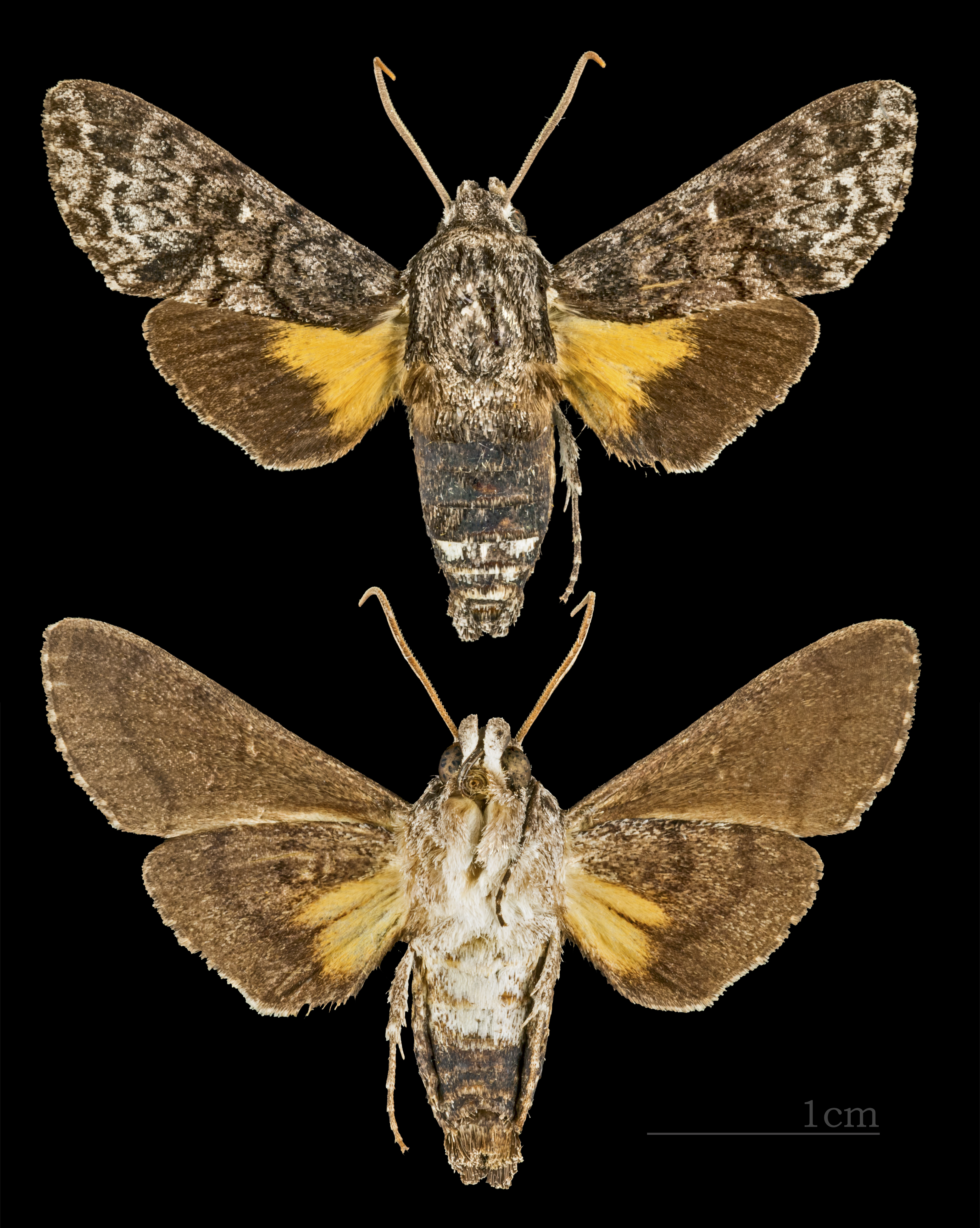
Cautethia yucatana